# 万代町 (名古屋市)
万代町（まんだいちょう）は、愛知県名古屋市西区にある地名。現行行政地名は万代町1丁目及び万代町2丁目。住居表示未実施。

## 地理
名古屋市西区中央部に位置する。東は浄心本通、西は東岸町、南は康生通、北は笠取町に接する。

## 歴史

### 町名の由来
町が万代続くように願った命名であるという。

### 沿革
- 1947年（昭和22年）7月10日 - 西区新福寺町および児玉町の各一部により、同区万代町として成立[1]。

## 世帯数と人口
2019年（平成31年）2月1日現在の世帯数と人口は以下の通りである。
| 町丁   | 世帯数  | 人口  |
| ------ | ------- | ----- |
| 万代町 | 310世帯 | 577人 |

## 学区
市立小・中学校に通う場合、学校等は以下の通りとなる。また、公立高等学校に通う場合の学区は以下の通りとなる。なお、小・中学校は学校選択制度を導入しておらず、番毎で各学校に指定されている。
| 丁目        | 小学校                                    | 中学校                                    | 高等学校 |
| ----------- | ----------------------------------------- | ----------------------------------------- | -------- |
| 万代町1丁目 | 名古屋市立児玉小学校                      | 名古屋市立浄心中学校                      | 尾張学区 |
| 万代町2丁目 | 名古屋市立児玉小学校 名古屋市立庄内小学校 | 名古屋市立浄心中学校 名古屋市立名塚中学校 | 尾張学区 |

## 施設
- 児玉公園[8]
- 児玉浄水場[8]

## その他

### 日本郵便
- 郵便番号 : 451-0074[4]（集配局：名古屋西郵便局[11]）。